# Vasîleț, Iampil
Vasîleț (în ucraineană Василець) este un sat în comuna Doroșivka din raionul Iampil, regiunea Sumî, Ucraina.

## Demografie
Componența lingvistică a localității Vasîleț
     Ucraineană (94,74%)
     Rusă (5,26%)
Conform recensământului din 2001, majoritatea populației localității Vasîleț era vorbitoare de ucraineană (94,74%), existând în minoritate și vorbitori de rusă (5,26%).